# Лукьяновский (Волгоградская область)
Лукья́новский — хутор в Алексеевском районе Волгоградской области России. Входит в Поклоновское сельское поселение.
Население — 0 чел. (2010).
Хутор расположен в 10 км севернее станицы Алексеевской (по дороге — 31 км), 3 км юго-восточнее хутора Поклоновский, на правом берегу реки Бузулук.
Дороги неасфальтированные.

## История
По состоянию на 1918 год хутор входил в Павловский юрт Хопёрского округа Области Войска Донского.